# 쓰시마시 (아이치현)
쓰시마시(일본어: 津島市)는 일본 아이치현 서부에 있는 시이다.
가마쿠라 시대부터 기소산강을 건너 오와리와 이세를 연결하는 요충지인 "쓰시마항"으로 발전했다. 또 일본 천왕 신앙의 중심지인 "쓰시마 신사"의 몬젠마치로 한때는 오와리의 풍족한 마을로 알려졌다. 이후 센고쿠 시대에 오다 노부사다가 이 땅을 확보하고 오다 노부나가까지 오다씨 3대의 경제적 기반이 구축되었다.

## 인접한 자치체
- 아이치현 아이사이시, 아마군 미와정, 싯포정, 가니에정

## 역사
- 1871년 - 쓰시마촌(津島村)이 되었다.
- 1889년 10월 1일 - 정촌제 시행으로 가이도군 쓰시마정(郡津島町)이 되었다.
- 1913년 7월 1일 - 가이도군과 가이사이군이 합병하여 가이도군 쓰시마정이 되었다.
- 1925년 3월 1일 - 가오리정의 일부를 편입하였다.
- 1947년 3월 1일 - 쓰시마정이 시로 승격해 쓰시마시(津島市)가 되었다.
- 1955년 1월 1일 - 가모리촌을 편입하였다.
- 1956년 4월 1일 - 에이와촌의 일부를 편입하였다.

## 교통

### 철도
- 나고야 철도
  - 비사이선
  - 쓰시마선

### 도로
- 히가시메이한 자동차도
- 국도 155호선

## 인구
| 연도 | 인구   | ±%     |
| ---- | ------ | ------ |
| 1960 | 43,198 | —      |
| 1970 | 51,441 | +19.1% |
| 1980 | 59,049 | +14.8% |
| 1990 | 59,343 | +0.5%  |
| 2000 | 65,422 | +10.2% |
| 2010 | 65,237 | −0.3%  |